# Trưng cầu ý dân về bầu cử tổng thống Pháp 1962

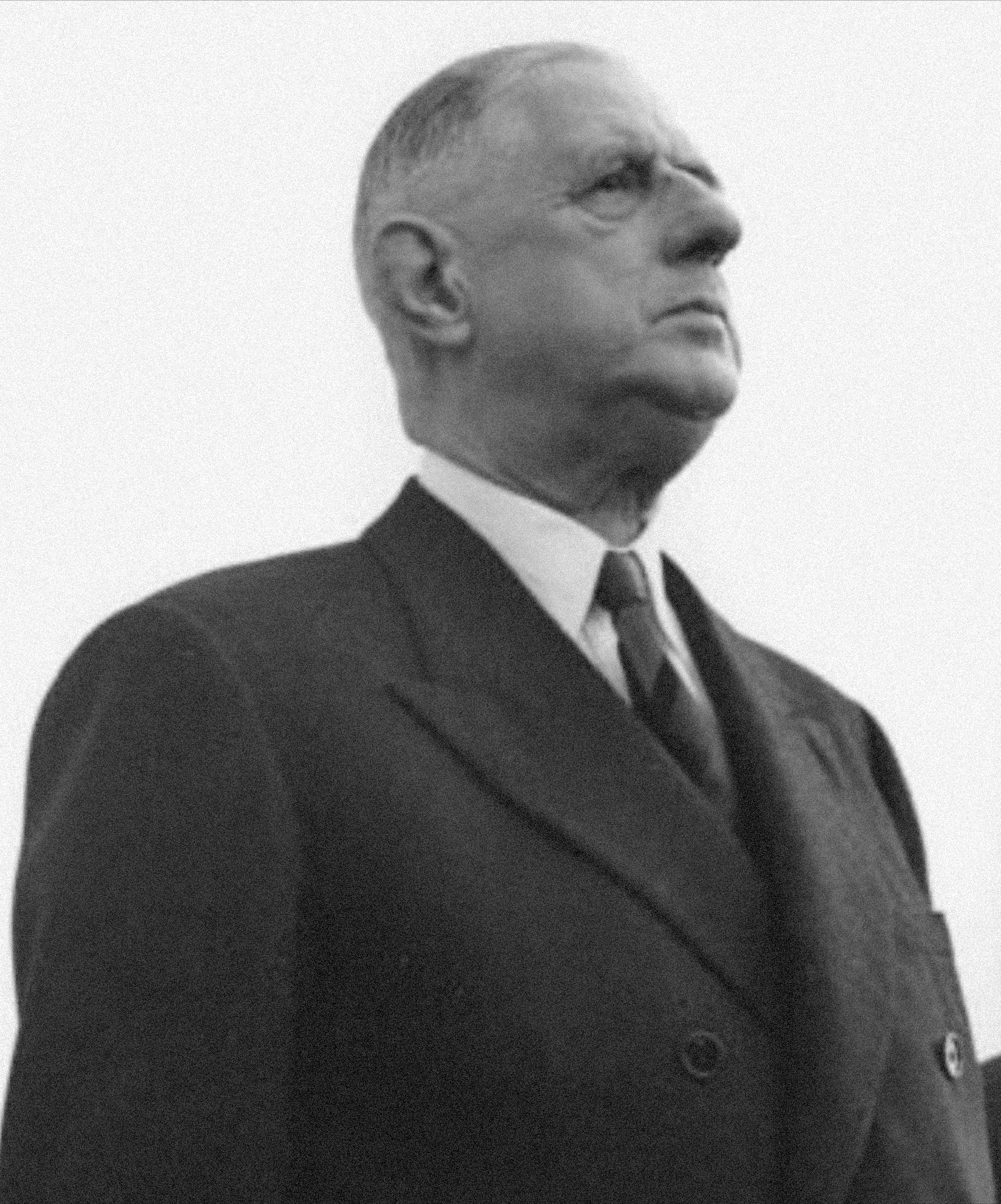
Tổng thống Pháp Charles de Gaulle vào năm 1961

Một cuộc trưng cầu ý dân về thể thức bầu cử tổng thống được tổ chức tại Pháp vào ngày 28 tháng 10 năm 1962. Kết quả trưng cầu ý dân cho thấy 62,3% cử tri chấp thuận đề nghị bầu cử trực tiếp tổng thống với tỷ lệ cử tri đi bỏ phiếu là 77,0%. Cuộc trưng cầu ý dân gây tranh cãi vì nó tăng cường quyền hạn của tổng thống so với Nghị viện Pháp và được tổ chức theo một thủ tục không rõ về tính hợp hiến. Cuộc bầu cử tổng thống năm 1965 là cuộc bầu cử trực tiếp tổng thống đầu tiên của nền Đệ Ngũ Cộng hòa Pháp.

## Bối cảnh
Trong nền Đệ Tam và Đệ Tứ Cộng hòa Pháp, tổng thống do Nghị viện Pháp bầu ra. Bản gốc  hiến pháp Đệ Ngũ Cộng hòa Pháp quy định tổng thống do một đại cử tri đoàn bầu ra giống như bầu cử Thượng viện Pháp, đại cử tri đoàn gồm các nghị sĩ Nghị viện, các thành viên các hội đồng tỉnh và đại diện của các thành phố, thị trấn và làng (như thị trưởng). Charles de Gaulle được bầu làm tổng thống theo thể thức này trong cuộc bầu cử tổng thống năm 1958.
Chức vụ tổng thống dưới nền Đệ Tam và Đệ Tứ Cộng hòa chủ yếu mang tính nghi lễ, hầu hết quyền hành pháp do chủ tịch Hội đồng Bộ trưởng thực hiện, một chức vụ giống như chức vụ thủ tướng hiện nay. Là kiến trúc sư trưởng của hiến pháp Đệ Ngũ Cộng hòa, de Gaulle muốn tập trung quyền hạn vào chức vụ tổng thống. Ông đề xuất nhân dân bầu trực tiếp tổng thống theo hệ thống bầu cử hai vòng, trong đó người ứng cử tổng thống phải giành được ít nhất quá nửa số phiếu bầu, nhằm tăng cường địa vị, uy tín và ảnh hưởng chính trị của tổng thống so với việc đại cử tri đoàn bầu gián tiếp tổng thống ngay cả khi quyền hạn của tổng thống không thay đổi.

## Đề nghị và tranh luận
De Gaulle quyết định trưng cầu ý dân về việc bầu trực tiếp tổng thống theo nguyên tắc phổ thông đầu phiếu nhằm củng cố vị thế chính trị của ông.
Sở dĩ cuộc trưng cầu ý dân gây nhiều tranh cãi một phần là vì thủ tục được sử dụng để sửa đổi hiến pháp. Điều 89 Hiến pháp Pháp quy định sửa đổi hiến pháp phải được Hạ viện và Thượng viện thông qua, sau đó được đưa ra trưng cầu ý dân hoặc được Nghị viện phê chuẩn trong một phiên họp liên tịch. Tuy nhiên, de Gaulle sử dụng Điều 11 Hiến pháp, cho phép thủ tướng, lúc đó là Georges Pompidou, đề nghị Tổng thống trưng cầu ý dân về một dự luật trong một số lĩnh vực nhất định, bao gồm "tổ chức các cơ quan công quyền". Phe ủng hộ de Gaulle cho rằng Điều 11 cho phép tổng thống trưng cầu ý dân về một dự luật về hiến pháp, trong khi phe phản đối cho rằng việc sửa đổi hiến pháp phải được thực hiện thông qua Điều 89.
Nhiều học giả luật pháp và chính trị gia phản đối việc áp dụng Điều 11 là trái với hiến pháp, trong khi phe theo de Gaulle ủng hộ động thái này. François Mitterrand chỉ trích cuộc trưng cầu ý dân là vi hiến. Chủ tịch Thượng viện Gaston Monnerville kiến nghị Hội đồng Bảo bãi bỏ quyết định của de Gaulle nhưng Hội đồng Bảo hiến phán quyết rằng việc bãi bỏ một sửa đổi hiến pháp do nhân dân Pháp quyết định nằm ngoài thẩm quyền của Hội đồng. Quyết định này không có gì đáng ngạc nhiên: từ năm 1958 đến năm 1970, dưới thời Tổng thống de Gaulle, Hội đồng Bảo hiến đôi khi được mô tả là "khẩu pháo nhắm vào Nghị viện", bảo vệ chính phủ khỏi sự xâm phạm của Nghị viện; tất cả các đơn kiến nghị trước đó đều đến từ thủ tướng và Hội đồng Bảo hiến luôn bãi bỏ các điều khoản do Nghị viện đưa ra mà thủ tướng không đồng ý. Monnerville phê phán quyết định đề nghị trưng cầu ý dân của Thủ tướng Pompidou là lạm quyền (forfaiture).
Hạ viện cũng rất bất bình về tình hình và bỏ phiếu bất tín nhiệm Chính phủ vào ngày 4 tháng 10 năm 1962, buộc thủ tướng phải từ chức, là cuộc bỏ phiếu bất tín nhiệm thành công duy nhất của nền Đệ ngũ Cộng hòa Pháp. Trong số các hạ nghị sĩ biểu quyết tán thành có nguyên chủ tịch Hội đồng Bộ trưởng Paul Reynaud và Guy Mollet, hai người đã đả kích cuộc trưng cầu ý dân. Ngày 9 tháng 10, de Gaulle giải tán Hạ viện. Trong cuộc bầu cử lập pháp vào tháng 11, những đảng phái ủng hộ de Gaulle thắng cử và Georges Pompidou được bổ nhiệm làm thủ tướng.

## Kết quả
| Lựa chọn                        | Lựa chọn                     | Phiếu bầu  | %      |
| ------------------------------- | ---------------------------- | ---------- | ------ |
| Đồng ý                          | Đồng ý                       | 13.150.516 | 62.25  |
| Không đồng ý                    | Không đồng ý                 | 7.974.538  | 37.75  |
| Tổng cộng                       | Tổng cộng                    | 21.125.054 | 100.00 |
|                                 |                              |            |        |
| Phiếu bầu hợp lệ                | Phiếu bầu hợp lệ             | 21.125.054 | 97.37  |
| Phiếu bầu không hợp lệ/trống    | Phiếu bầu không hợp lệ/trống | 569.509    | 2.63   |
| Tổng cộng phiếu bầu             | Tổng cộng phiếu bầu          | 21.694.563 | 100.00 |
| Cử tri phiếu bầu đã đăng ký     | Cử tri phiếu bầu đã đăng ký  | 28.185.478 | 76.97  |
| Nguồn: Nohlen & Stöver, pp. 685 |                              |            |        |